# Wieś

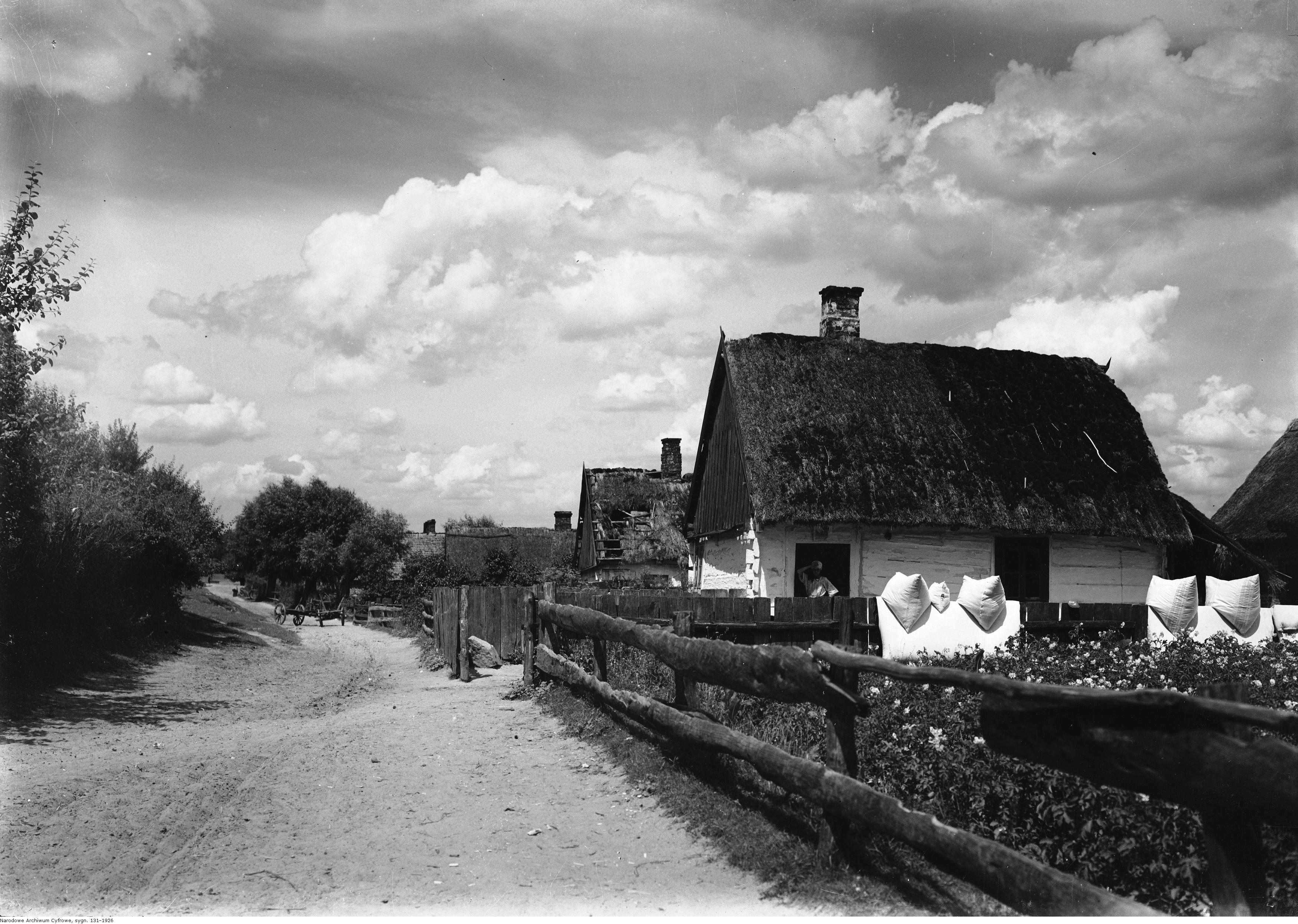
Wieś Kabaty pod Warszawą w 1925

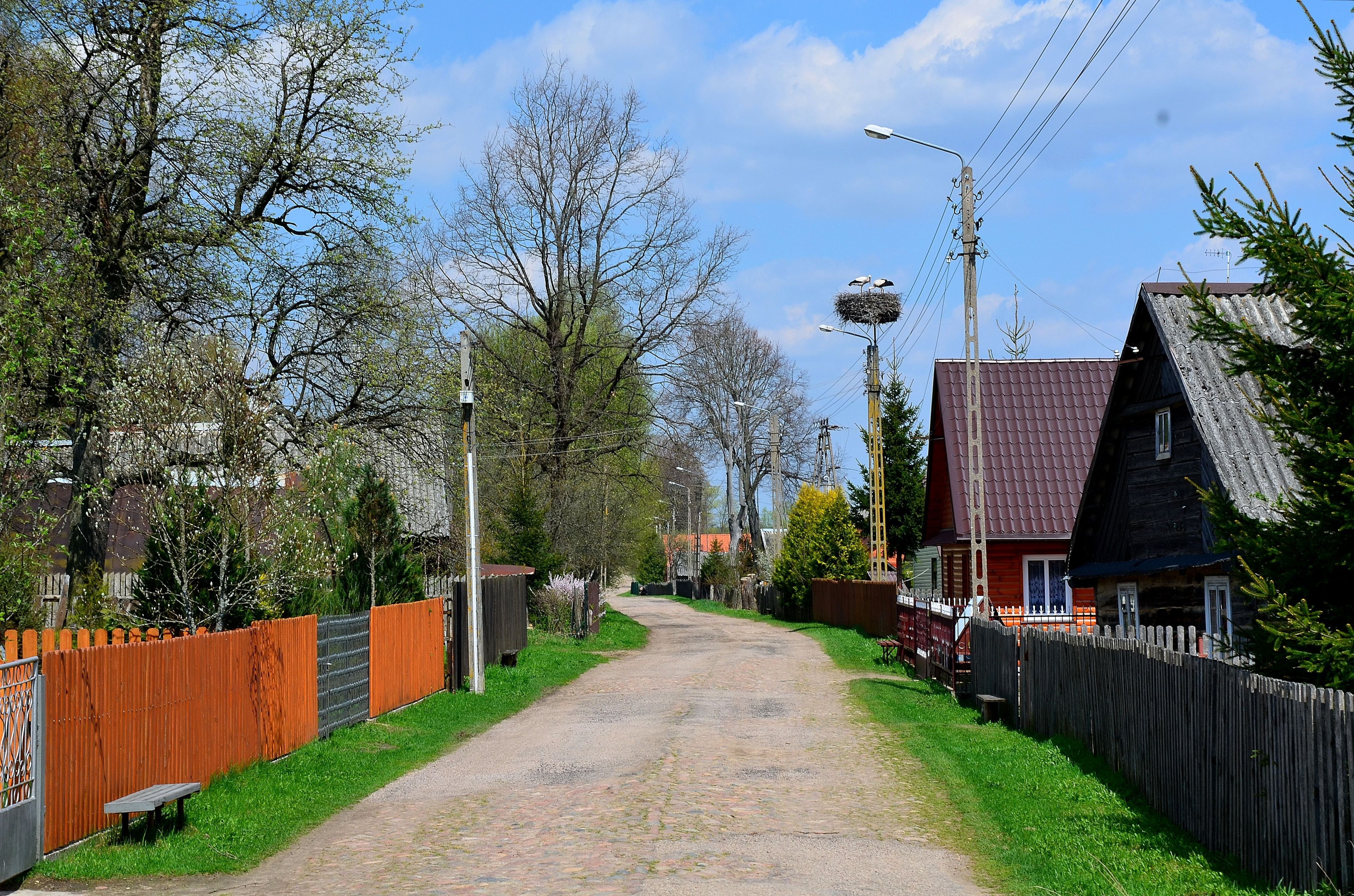
Świsłoczany, Polska

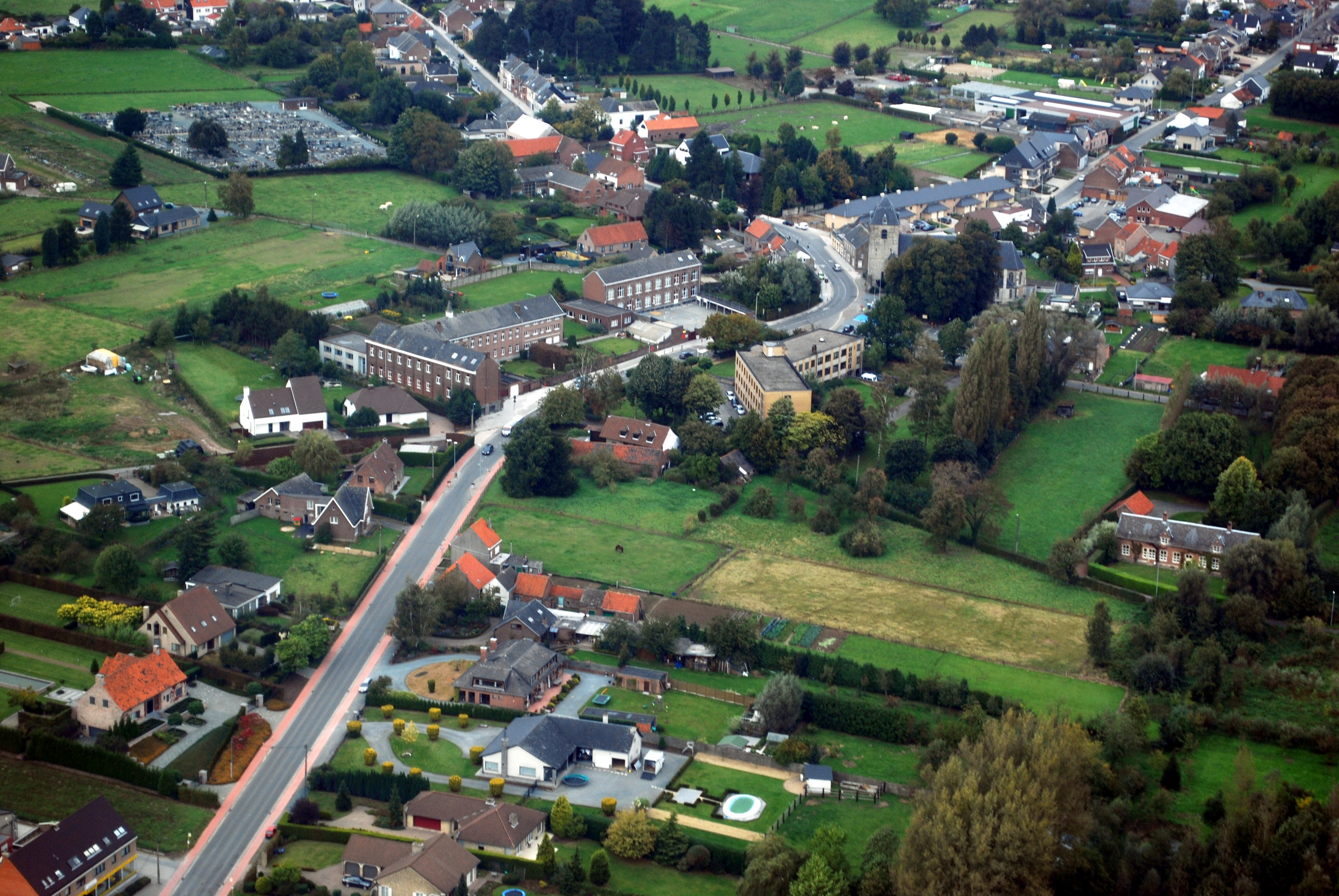
Hekelgem, Belgia

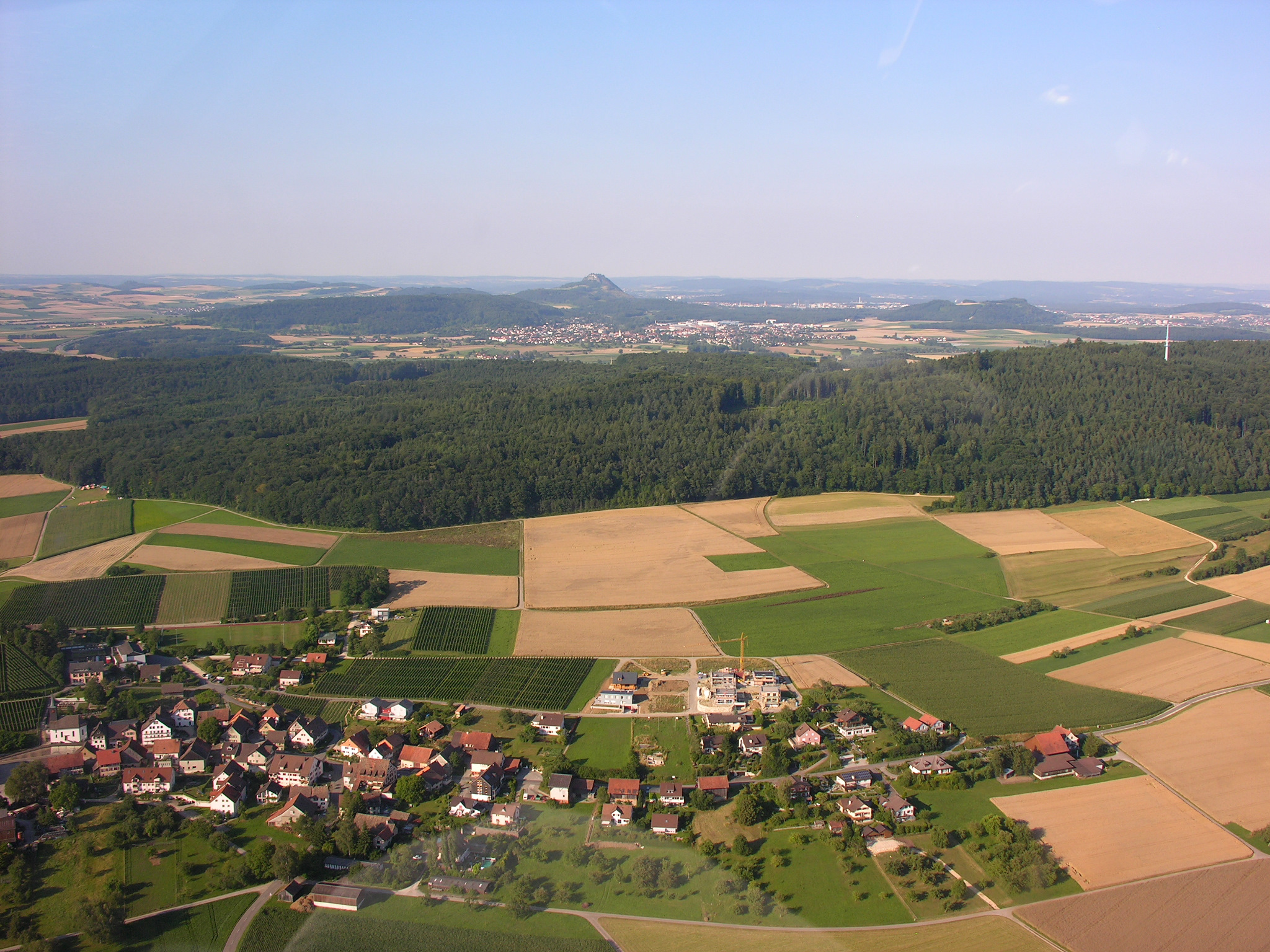
Dörflingen i okolice, Szwajcaria

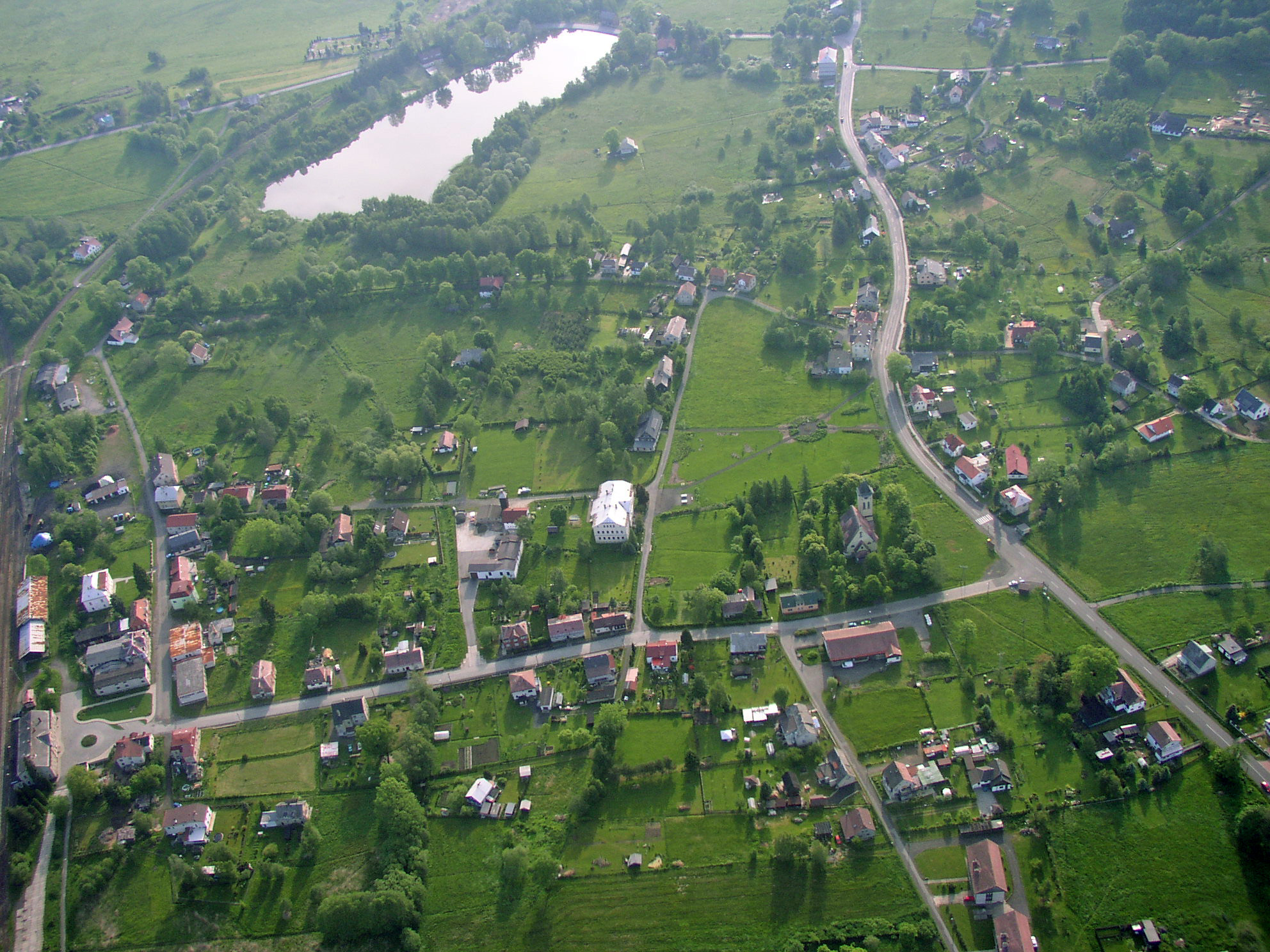
Rybniště, Czechy

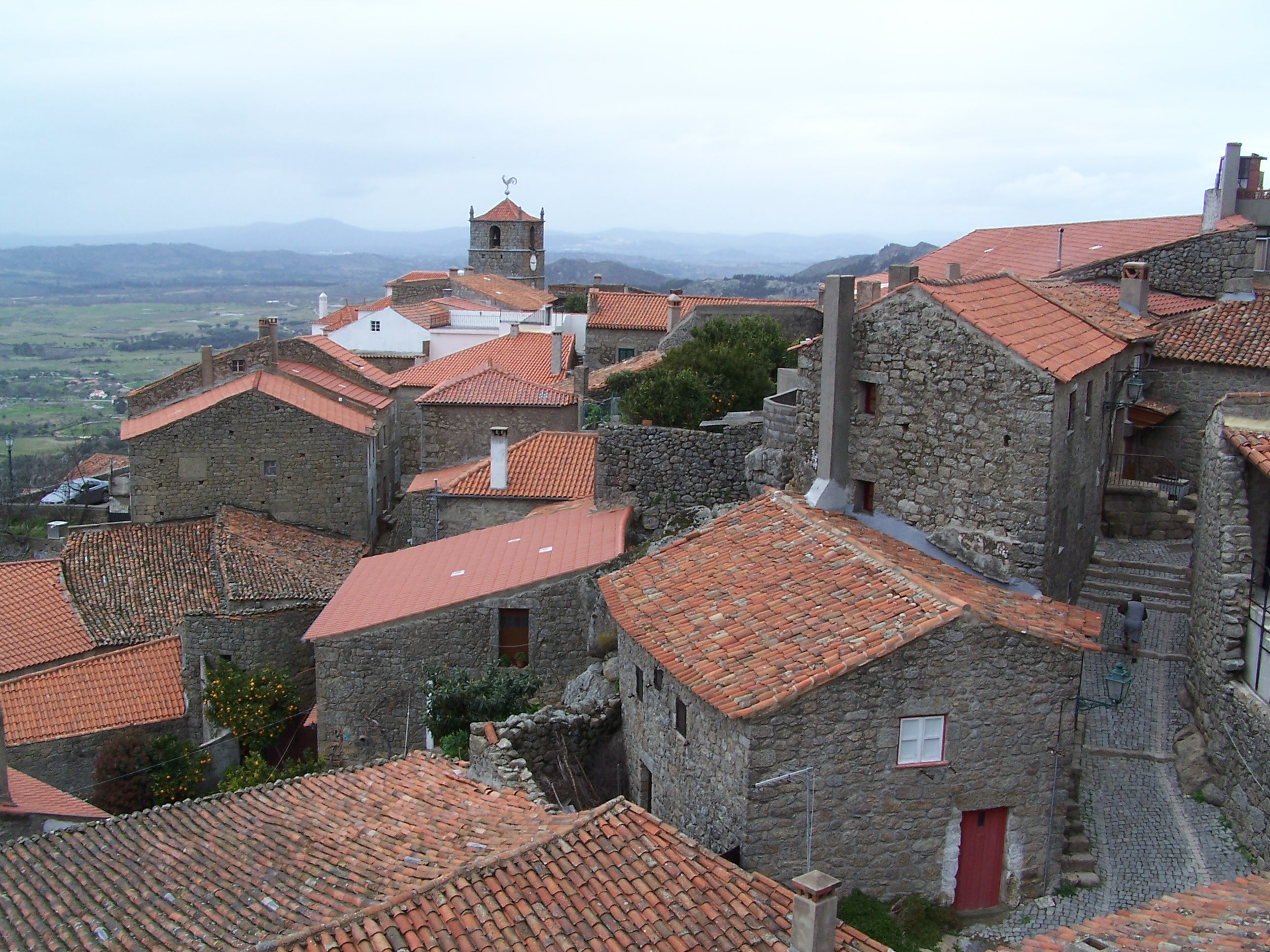
Monsanto, Portugalia

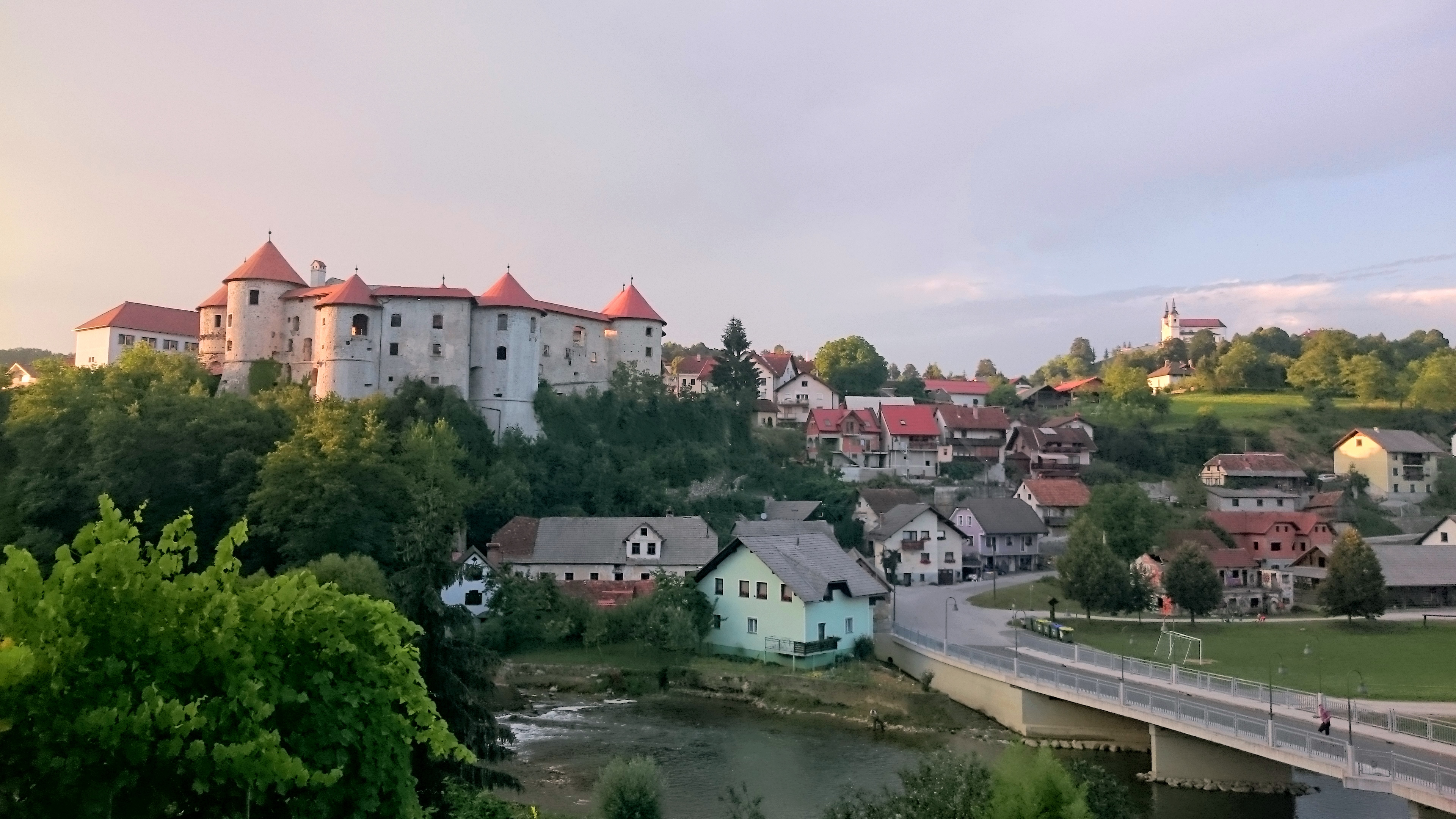
Žužemberk, Słowenia

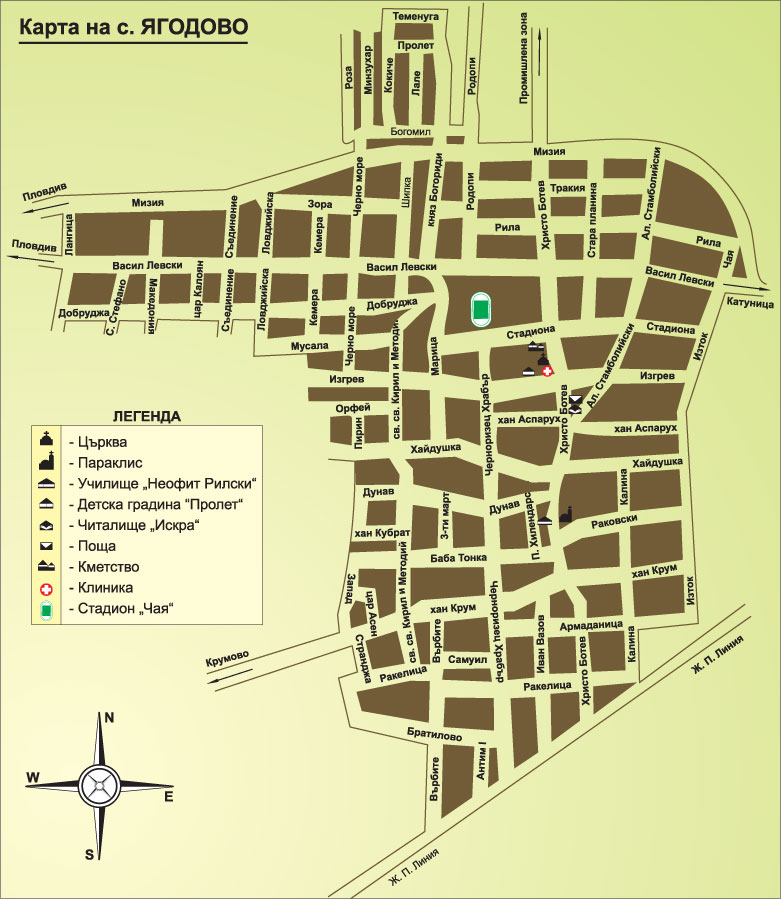
Plan miejscowości Jagodowo, Bułgaria

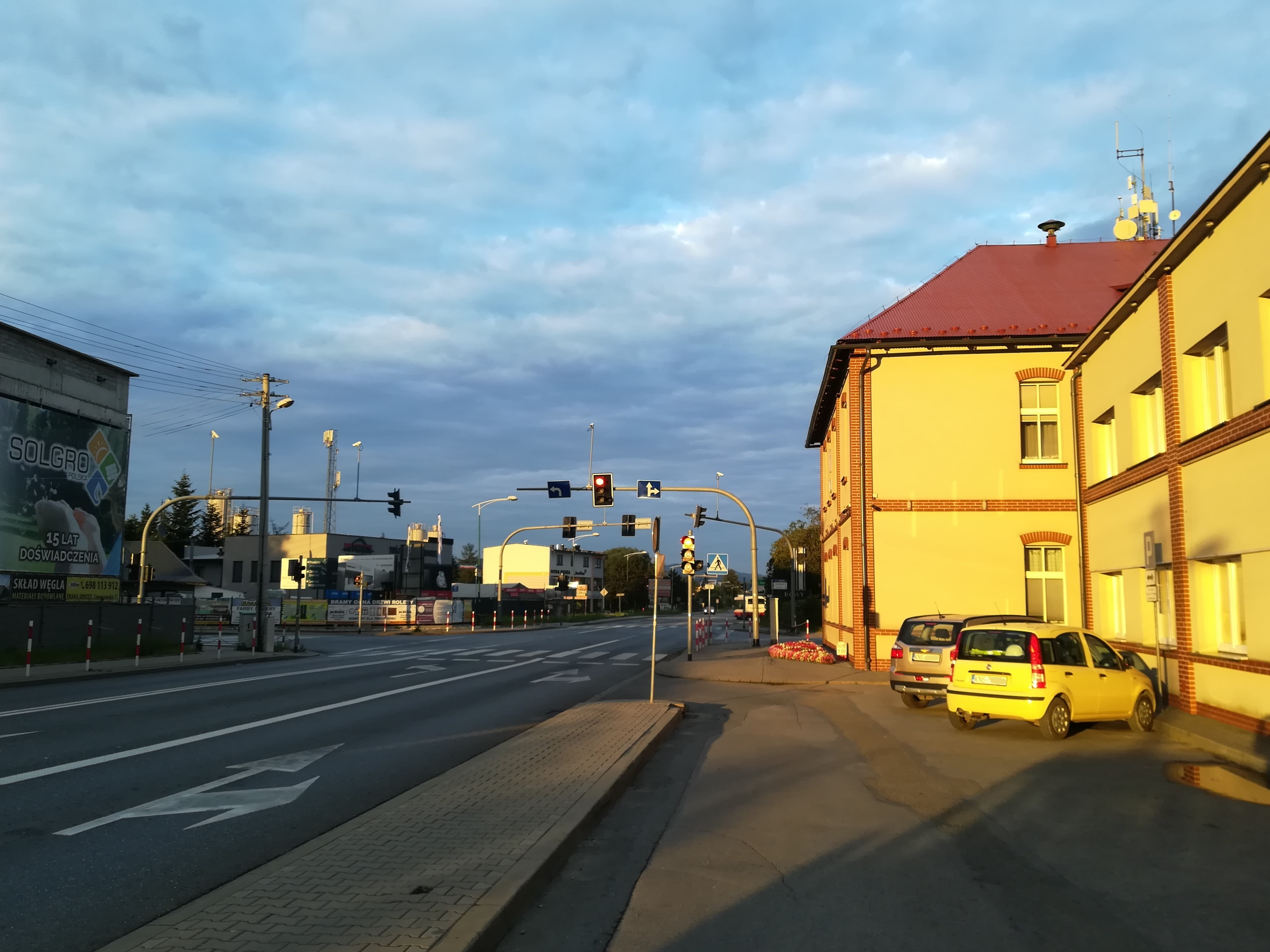
Wieś Chełmiec w Województwie małopolskim

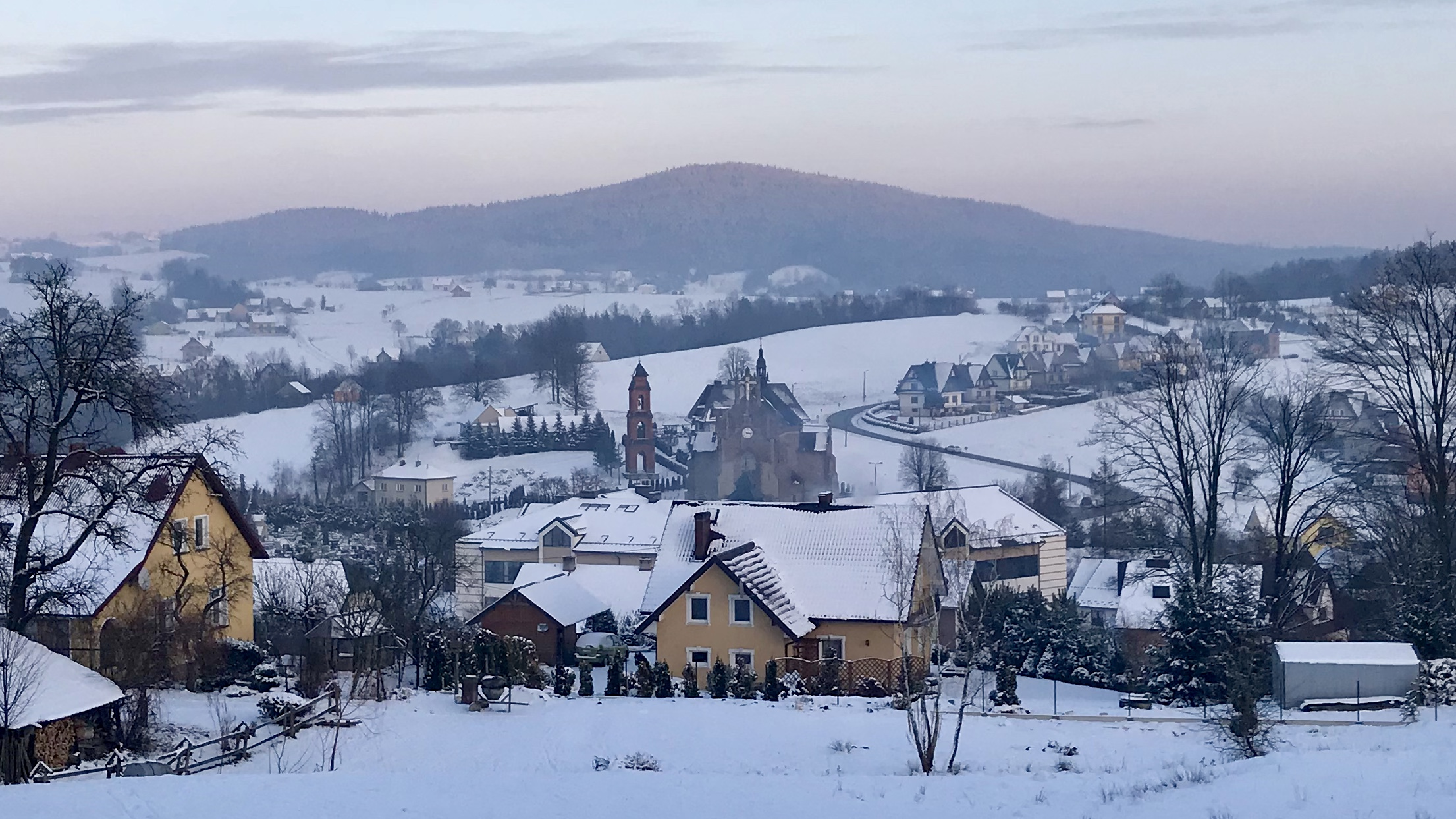
Wieś Przyszowa w Województwie małopolskim, widok zimowy

Wieś – jednostka osadnicza o zwartej, skupionej, lub rozproszonej zabudowie i istniejących funkcjach rolniczych, lub związanych z nimi usługowych lub turystycznych, nieposiadająca praw miejskich lub statusu miasta (art. 2 ustawy z 29 sierpnia 2003 o urzędowych nazwach miejscowości i obiektów fizjograficznych).
Zgodnie ze schematem aplikacyjnym załączonym do rozporządzenia z dnia 21 lipca 2021 r. w sprawie ewidencji miejscowości, ulic i adresów, jest zaliczana do rodzaju miejscowości.

## Definicje wsi
Definicja Marii Kiełczewskiej-Zaleskiej – wieś to osada, w której ludność zajmuje się uprawą roślin i chowem zwierząt.
Definicja Józefa Szymańskiego – zbiorowisko ludzi albo osiedla z należącymi doń gruntami.
Definicja Jana Turowskiego – wieś to społeczność lokalna, której funkcję produkcyjną uzupełnia funkcja rodziny i czyni to w sposób jednolity z zachowaniem kontroli społecznej.
Definicja Jana Tkocza – wieś to twór terytorialny mający granicę, rozłóg ziemi, siedlisko (zagrodę) stanowiące całość przestrzenną o określonych więzach społecznych oraz uprawnieniach prawnych.

## Gospodarstwa domowe
Gospodarstwa domowe na wsi są zdecydowanie liczebniejsze niż w miastach. W 2008 r. w miastach zaledwie 6% stanowiły gospodarstwa o liczbie osób 5 lub więcej, tymczasem na wsiach było to około 19,6%. Na skutek zmian demograficznych również ta struktura ulegnie zmianom i tak w 2035 roku wielkości te będą wynosić odpowiednio: 5,6% oraz 14,0%.

## Rodzaje układów przestrzennych
- łańcuchówka (wieś leśno-łanowa)
- okolnica (wieś placowa)
- rzędówka
- szeregówka
- ulicówka
- wielodrożnica
- widlica

## Rodzaje wsi
- wieś letniskowa
- wieś samotnicza
- wieś służebna
- wieś czynszowa
- wieś folwarczna
- wieś ziemiańska
- wieś szlachecka
- wieś rozproszona
- wieś fryderycjańska, wieś józefińska
- wieś pruska
- wola, wólka
- wieś przygraniczna
- wieś sołecka

## Wsie w Polsce
Liczba miejscowości wiejskich w Polsce (stan 06.03.2013), a w nim
- podstawowych ogółem 52 543, w tym wsi 43 058, inny rodz. 9485
- części integralnych ogółem 43 015, w tym części wsi, kolonii, osady 36 530, przysiółków 4731, o innym rodzaju 1754.

Według stanu w dniu 31 grudnia 2011 w Polsce było 40 540 sołectw.

## Najludniejsze wsie w Polsce
Wsie liczące powyżej 7000 mieszkańców na podstawie danych z Narodowego Spisu Powszechnego Ludności i Mieszkań przeprowadzonego w 2021
1. Józefosław (województwo mazowieckie) – 14 806 mieszkańców
2. Plewiska (województwo wielkopolskie) – 14 160 mieszkańców
3. Kozy (województwo śląskie) – 13 098 mieszkańców
4. Koziegłowy (województwo wielkopolskie) – 11 598 mieszkańców
5. Komorniki (województwo wielkopolskie) – 10 996 mieszkańców
6. Jabłonna (województwo mazowieckie) – 10 981 mieszkańców
7. Straszyn (województwo pomorskie) – 10 816 mieszkańców
8. Kiełczów (województwo dolnośląskie) – 10 569 mieszkańców
9. Banino (województwo pomorskie) – 9 806 mieszkańców
10. Bolszewo (województwo pomorskie) – 9 780 mieszkańców
11. Mierzyn (województwo zachodniopomorskie) – 9 766 mieszkańców
12. Skórzewo (województwo wielkopolskie) – 9 559 mieszkańców
13. Rokietnica (województwo wielkopolskie) – 9 369 mieszkańców
14. Pawłowice (województwo śląskie) – 9 098 mieszkańców
15. Zalasewo (województwo wielkopolskie) – 8 344 mieszkańców
16. Świerklany (województwo śląskie) – 8 318 mieszkańców
17. Zielonki (województwo małopolskie) – 8 240 mieszkańców
18. Sierakowice (województwo pomorskie) – 8 184 mieszkańców
19. Suchy Las (województwo wielkopolskie) – 8 145 mieszkańców
20. Luzino (województwo pomorskie) – 8 014 mieszkańców
21. Pogórze (województwo pomorskie) – 7 796 mieszkańców
22. Wola (województwo śląskie) – 7 738 mieszkańców
23. Łodygowice (województwo śląskie) – 7 683 mieszkańców
24. Smolec (województwo dolnośląskie) – 7 476 mieszkańców
25. Jaworze (województwo śląskie) – 7 325 mieszkańców
26. Raszyn (województwo mazowieckie) – 7 183 mieszkańców

## Źródła dochodów ludności wiejskiej
W przeszłości o dochodach ludności wiejskiej stanowiło rolnictwo. Jeszcze w połowie lat 90. XX w. ponad połowa pracujących na terenach wiejskich pracowała w rolnictwie lub leśnictwie. W 2016 roku było to już 24%, a w 2018 roku 22%, przy czym odsetki te dotyczyły zarówno tych, dla których praca w rolnictwie była głównym, jak i tych, dla których była jedynie dodatkowym źródłem utrzymania. W wyniku dezagraryzacji, i tym samym spadku liczby indywidualnych gospodarstw, dochody z działalności rolniczej stanowią coraz mniejszy procent dochodów ludności na obszarach wiejskich z 12,9% do 9,6% (w latach 2010–2020) na rzecz dochodów ze źródeł pozarolniczych.. Odnotowuje się natomiast wzrost odsetka dochodów z ubezpieczeń społecznych z 29,3% do 32,3% (w latach 2010–2020), co odpowiada tendencji zmian w strukturze wiekowej ludności wsi: coraz większa liczba osób w wieku emerytalnym. Zmiana kierunku migracji od 2001 z miasta na wieś wpłynęła na wzrost udziału dochodów z pracy najemnej w strukturze dochodów ludności wiejskiej, który w 2020 roku wynosił 55,1%. Udział dochodów z pracy na własny rachunek to 9,9%.